# Stenocoris tipuloides
Stenocoris tipuloides är en insektsart som först beskrevs av De Geer 1773.  Stenocoris tipuloides ingår i släktet Stenocoris och familjen krumhornskinnbaggar. Inga underarter finns listade i Catalogue of Life.